# Puckelkremla
Puckelkremla (Russula caerulea) är en svampart som först beskrevs av Christiaan Hendrik Persoon, och fick sitt nu gällande namn av Elias Fries 1838. Puckelkremla ingår i släktet kremlor och familjen kremlor och riskor.  Arten är reproducerande i Sverige. Inga underarter finns listade i Catalogue of Life.